# BLU-118
Bei der BLU-118 (auch BLU-118/B) handelt es sich um einen bunkerbrechenden Gefechtskopf mit thermobarer Wirkweise. Sie wurde bis heute nur von den Streitkräfte der Vereinigten Staaten eingesetzt.

## Beschreibung
Bei dem BLU-118 handelt es sich um einen der ersten Gefechtsköpfe zur Bunkerbekämpfung, der als thermobarische Waffe ausgelegt ist. Daher ist sie auch nicht darauf ausgelegt tief in den Erdboden oder in Beton einzudringen, wie es bei konventionellen Waffen der Fall ist. Stattdessen detoniert erst eine kleine Vorladung in unmittelbarer Nähe des Bunkereingangs, welche eine Wolke aus brennbarem Material und einem Oxidator verteilt. Wenige Sekundenbruchteile später wird dieses Gemisch entzündet, wobei eine starke Druckwelle und ein intensives Feuer in den Bunker eindringt, so dass auch in großer Entfernung zum Detonationspunkt Mensch und Material getötet oder zerstört werden.
Der Bombenkörper ist der gleiche wie bei der BLU-109, dieser ist allerdings mit dem beschriebenen thermobarischen Gefechtskopf statt mit normalem Sprengstoff ausgestattet. Darüber hinaus wurde der Zünder (Bezeichnung: FMU-143/B) modifiziert um die korrekte Waffenwirkung sicherzustellen. Der BLU-118 Bombenkörper kann mit jedem für die BLU-109 vorgesehenen Steuerungskit ausgestattet werden und ist auch mit den entsprechenden Trägerplattformen kompatibel.
Die Waffe wurde in nur zwei Monaten entwickelt, da sie Ende 2001 umgehend für die Bekämpfung von Taliban-Bunkern im Rahmen des Kriegs in Afghanistan benötigt wurde. Der erste Einsatz fand dann im Dezember 2001 statt, die endgültige Integration war im Januar 2002 abgeschlossen. Die BLU-118 wird von der Defense Threat Reduction Agency zur Verfügung gestellt, über die beteiligten Unternehmen ist nichts bekannt.

## Technische Daten
- Gewicht: 895 kg
  - Davon Sprengstoff: 255 kg
- Länge: 2,50 m
- Durchmesser: 36,8 cm
- Verfügbare Lenksysteme: AGM-130, GBU-15, GBU-24, GBU-27, GBU-28